# Yatsushiro (Kumamoto)
Yatsushiro (八代市 Yatsushiro-shi) er en by beliggende i Kumamoto-præfekturet i Japan. I 2019 havde byen 129.358 indbyggere og byens borgmester er siden 2009: Kazuyoshi Fukushima.

## Ekstern henvisning
1. ↑  統計調査課 - 熊本県ホームページ, hentet 24. marts 2021 (fra Wikidata).

- Wikimedia Commons har flere filer relateret til Yatsushiro (Kumamoto)
- Byens officielle hjemmeside (japansk)